# 潭东镇
潭东镇，是中华人民共和国江西省赣州市章贡区下辖的一个乡镇级行政单位。

## 行政区划
潭东镇下辖以下地区：
东坑村、宋塘村、芦箕村、桥兰村、高坑村、短井村、茶元村、过路村、上坝村、迳背村和龙井村。